# IASP91

Das IASP91-Referenz-Erdmodell. Die Geschwindigkeiten der P- und S-Wellen sind durch die schwarze bzw. durch die graue Linien wiedergegeben. Farbig unterlegt wird die grobe Gliederung des Erdkörpers angezeigt.

IASP91 (auch IASPEI-Modell) ist die Bezeichnung eines gebräuchlichen Referenzmodells für seismische Geschwindigkeiten des Erdinneren.

## Grundlagen
Seismologische Erdmodelle geben die Änderungen der Ausbreitungsgeschwindigkeiten seismischer Wellen im Erdkörper mit der Tiefe wieder. Die Geschwindigkeitsverteilung basiert auf der Auswertung der Laufzeiten von Erdbebenwellen an verschiedenen Messpunkten auf der Erde. Die Laufzeit bezeichnet jene Zeitdauer, die eine seismische Welle von ihrem Entstehungsort (Hypozentrum) bis zu einer Messstation benötigt.
Da die seismische Energie einen Messpunkt auf unterschiedlichen Strahlwegen – z. B. nach Reflexionen an verschiedenen Schichtgrenzen, nach Durchlaufen unterschiedlicher Schichten oder auch auf direktem Weg – erreicht, können in einem Seismogramm mehrere verschiedene seismische Phasen identifiziert werden. Die Laufzeiten der einzelnen Phasen werden für jede Station in einem Laufzeitdiagramm in Abhängigkeit von der Distanz zwischen dem Messort und dem Hypozentrum aufgetragen.
Aus den Steigungen der Laufzeitäste und den Laufzeitdifferenzen zwischen einzelnen Phasen kann auf die Geschwindigkeiten und deren gradueller Änderung mit der Tiefe zurückgeschlossen werden.

## IASP91
Das IASP91-Modell ist ein parametrisiertes 1D-Geschwindigkeitsmodell, das eine Zusammenfassung globaler Laufzeit-Charakteristiken für einen durchschnittlichen Erdradius von 6371 km darstellt.  Es wurde 1991 von den Seismologen Brian L. N. Kennett und E. Robert Engdahl publiziert und gilt als Standard-Erdmodell der International Association of Seismology and Physics of the Earth’s Interior (IASPEI). Die Vereinigung hatte von 1987 bis 1990 große internationale Anstrengungen unternommen, um auf der Basis verbesserter Technik und einer größeren Zahl von Instrumenten neue globale Laufzeittabellen zu erstellen. Diese sollten die bis dahin verwendeten Tabellen von Harold Jeffreys und Keith Edward Bullen aus dem Jahre 1940 ersetzen.
Im Vergleich zu dem etwas früher entstandenen Erdmodell PREM weist IASP91 (bei gleichem Radius) einige Unterschiede auf. So wird hier etwa die Kruste als etwas dicker angenommen. Weiterhin wurden die Tiefen der bedeutendsten Diskontinuitäten verändert: Der Radius des inneren Erdkerns ist nach IASP91 etwa 4 km größer, während die Kern-Mantel-Grenze, die nach ihren Entdeckern Emil Wiechert und Beno Gutenberg auch Wiechert-Gutenberg-Diskontinuität genannt wird, ca. 2 km höher liegt als bei PREM. Die Manteldiskontinuitäten der Übergangszone liegen bei IASP91 in Tiefen von 410 km bzw. 660 km, bei PREM hingegen in 400 km bzw. 670 km Tiefe.
Die globale Mittelung der Laufzeiten sowie der einheitlich angenommene Erdradius führen zu Ungenauigkeiten im Vergleich zu lokal begrenzten Messgebieten. Die Strukturen des Erdmantels und darunter liegender Schichten werden generell als global nahezu konstant angesehen, so dass hier Abweichungen des Referenz-Erdmodells von der Realität als relativ gering eingeschätzt werden können. Große Ungenauigkeiten entstehen jedoch im oberen Erdmantel und der Erdkruste, da die Mächtigkeiten der Lithosphäre, der Kruste und insbesondere auch von oberflächennahen Sedimentschichten global stark variiert.
Im IASP91-Modell wurde eine durchschnittliche Krustenmächtigkeit von 35 km angenommen, mit einem Geschwindigkeitssprung in 20 km Tiefe. Dies entspricht einem stark vereinfachten Modell von Ober- und Unterkruste, wie es in kontinentalen Gebieten angenommen wird. Da ozeanische Kruste mit 5–7 km sehr viel dünner ist und Sedimentschichten gar nicht berücksichtigt werden, sind bei der Verwendung des Modells die oberen Schichten durch ein lokales Geschwindigkeitsmodell zu ersetzen.